# كريس روز (معلق رياضي)
كريس روز (بالإنجليزية: Chris Rose)‏ هو معلق رياضي أمريكي، ولد في 27 يناير 1971 في شاكير هايتس في الولايات المتحدة.

## وصلات خارجية
- كريس روز على موقع IMDb (الإنجليزية)
- كريس روز على موقع قاعدة بيانات الفيلم (الإنجليزية)